# Николай (Погребняк)
Епи́скоп Никола́й (в миру Святослав (в крещении Николай) Владимирович Погребняк; род. 15 мая 1950, Москва) — архиерей Русской православной церкви, епископ Балашихинский и Орехово-Зуевский. Почётный гражданин городского округа Балашиха (2012). Руководитель Издательства Московской патриархии, главный редактор «Журнала Московской Патриархии».
Тезоименитство 3/16 февраля (равноапостольного Николая, архиепископа Японского).

## Биография
Родился 15 мая 1950 года в Москве в потомственной семье врача. В 1967 года окончил среднюю школу № 820 и поступил в Первый Московский медицинский институт, где учился до 1971 года (полного курса не закончил).
В 1971—1973 годах работал в Государственной Третьяковской галерее (ГТГ).
В 1972 году поступил на подготовительные курсы в Московский государственный университет, где посещал лекции на искусствоведческом отделении исторического факультета.
В 1973 году поступил в Московский полиграфический институт (факультет редактирования печатных изданий), который окончил в 1978 году по специальности «книговедение».
В 1974—1981 годы работал в Московском доме книги в должности заведующего отделом общественно-политической литературы.
С 1975 года внештатно работал в редакции «Журнала Московской Патриархии» под руководством архимандрита Иннокентия (Просвирнина).
В 1976 году женился; его жена Екатерина работала художником-реставратором в отделе древнерусского искусства ГТГ и преподавала технику реставрации темперной живописи в Московском высшем художественно-промышленном училище. В этом же году родилась дочь Софья.
6 ноября 1979 года принял крещение с именем Николай во имя святителя Николая Чудотворца. В 1980 году брак с Екатериной был венчан.
В июле 1981 года перешёл на постоянную работу в редакцию «Журнала Московской Патриархии», где до 1990 года работал в должности заведующего справочно-библиографическим отделом (библиотекой издательского отдела Московской патриархии).
В 1989 году экстерном окончил Московскую духовную семинарию.
25 февраля 1990 года епископом Можайским Григорием (Чирковым) рукоположён в сан диакона к храму Святой Троицы в Люберцах Московской епархии. 27 августа им же рукоположён в сан иерея. Став священником, носил имя Николай, полученное при крещении. До 1992 года служил в Троицком храме в Люберцах.
23 июля 1992 года назначен настоятелем Преображенского храма города Балашихи.
С 1997 года — член редакционной коллегии журнала «Московские епархиальные ведомости».
21 июля 1998 года назначен благочинным церквей Балашихинского округа Московской (областной) епархии.
В 1998—2004 годах — секретарь комиссии по издательской деятельности Московской епархии.
В 2000 году возведён в сан протоиерея.
12 августа 2003 года поручено окормление прихода Иверского храма в деревне Абрамцево Балашихинского района Московской области.
12 октября 2004 года назначен председателем отдела по издательской деятельности и связям со СМИ Московской епархии.
В 2009 году награждён крестом с украшениями.
В 2009 году после тяжелого онкологического заболевания скончалась его жена Екатерина.
31 марта 2011 года назначен пресс-секретарём Московской епархии.
28 сентября 2011 года в надвратном крестовом Преображенском храме Новодевичьего монастыря митрополитом Крутицким и Коломенским Ювеналием (Поярковым) пострижен в монашество с именем Николай в честь святого равноапостольного Николая, архиепископа Японского.

### Архиерейство
5 октября 2011 года решением Священного синода избран епископом Балашихинским, викарием Московской областной епархии. 9 октября в Лужецком Ферапонтовом Рождества Пресвятой Богородицы мужском монастыре митрополит Ювеналий (Поярков) возвёл иеромонаха Николая в сан архимандрита. 12 октября указом митрополита Ювеналия (Пояркова) освобождён от обязанностей настоятеля Никольского храма города Балашихи, Иверского храма деревни Абрамцево и храма мучениц Веры, Надежды, Любови и матери их Софии деревни Федурново Балашихинского района Московской области. 3 декабря состоялось наречение архимандрита Николая (Погребняка) во епископа Балашихинского.
С 12 по 23 декабря 2011 года слушал двухнедельные курсы повышения квалификации для новоизбранных архиереев Русской Православной Церкви в Общецерковной аспирантуре и докторантуре имени святых равноапостольных Кирилла и Мефодия.
1 января 2012 года в храме Христа Спасителя в Москве состоялась хиротония архимандрита Николая во епископа Балашихинского, которую совершили патриарх Кирилл, митрополит Крутицкий и Коломенский Ювеналий (Поярков), архиепископ Можайский Григорий (Чирков), архиепископ Истринский Арсений (Епифанов), епископ Илиан (Востряков), епископ Видновский Тихон (Недосекин), епископ Серпуховской Роман (Гаврилов), епископ Солнечногорский Сергий (Чашин), епископ Воскресенский Савва (Михеев).
22 октября 2013 года распоряжением митрополита Ювеналия (Пояркова) назначен председателем созданной тогда же комиссии по культуре Московской епархии.
29 июля 2016 года назначен председателем отдела по борьбе с алкогольной угрозой и наркотической зависимостью Московской областной епархии.
В начале сентября 2017 года распоряжением патриарха Московского и всея Руси Кирилла назначен исполняющим обязанности руководителя издательства Московской патриархии и главного редактора издательства Московской патриархии. В октябре утверждён главным редактором издательства Московской патриархии и главным редактором «Журнала Московской Патриархии».
6 марта 2017 года освобождён от обязанностей благочинного церквей Балашихинского округа, согласно поданному прошению по состоянию здоровья, с выражением благодарности за понесённые труды, с оставлением в прежних должностях.
28 ноября 2017 года решением Священного синода направлен в непосредственное каноническое ведение патриарха Московского и всея Руси без изменения титула.
13 апреля 2021 года определён правящим архиереем вновь образованной Балашихинской епархии, епископом Балашихинским и Орехово-Зуевским, с сохранением за ним должности главного редактора Издательства Московской Патриархии..
29 декабря 2022 года решением Священного Синода РПЦ включён в состав Издательского Совета Русской православной церкви

## Награды
Богослужебно-иерархические награды
- набедренник (1992).
- камилавка (1994).
- наперсный крест (1997).
- палица (2003).
- крест с украшениями (2009).

Церковно-общественные награды
- Орден святого равноапостольного великого князя Владимира III степени (1996).
- Благодарственная грамота (1998).
- Орден преподобного Сергия Радонежского III степени (2000).
- Патриаршая грамота (2003).
- Орден святого благоверного князя Даниила Московского III степени (2005).
- Орден Петра Великого II степени (награда общественная, наградного комитета РФ, 2006).
- Благодарственная грамота (2007).
- Медаль «1020-летие Крещения Руси» (2008).
- Орден святителя Иннокентия, митрополита Московского и Коломенского III степени (2008).
- Грамота «За усердные труды на ниве духовно-нравственного просвещения и образования» (2010).
- Медаль «За усердное служение» I степени (2010).
- Орден преподобного Серафима Саровского II степени (2020)[18].

Премии
- Премия ФСБ России (номинация «Художественная литература и журналистика», поощрительный диплом, 2008) — за книгу «Победившие зло добром. Святые, покровители сил специального назначения».
- Национальная премия «Имперская культура» имени Эдуарда Володина (2019)[19]

## Публикации
статьи
- О некоторых редких молитвословиях, связанных с Отечественной войной 1812 года // Московские епархиальные ведомости. 2002. — № 9-10.
- Введение во Храм Пресвятой Богородицы (Заметки по истории и иконографии праздника) // Московские епархиальные ведомости. 2002. — № 11-12.
- Троицкая родительская суббота. Святоотеческое наследие и иконографические параллели // Московские епархиальные ведомости. 2004. — № 4-5.
- Пророки: Иконография и гимнография // Московские епархиальные ведомости. 2004. — № 11/12. — С. 116—134
- Великий Канон: история и иконографические параллели // Московские епархиальные ведомости. 2005. — № 1-2. — С. 147—156.
- О работе епархиального отдела по СМИ // Московские епархиальные ведомости. 2005. — № 7/8. — С. 102—113
- Божественная литургия в памятниках иконографии // Московские епархиальные ведомости. 2006. — № 11-12.
- Семейная жизнь в памятниках иконографии // Московские епархиальные ведомости. — 2008. — № 7-8.
- Иконография преподобного Сергия Радонежского // Московские епархиальные ведомости. 2013. — № 9-10.

книги
- Труды Коломенской Духовной семинарии. Выпуск 2. — М., 2008. — 232 с. — ISBN 978-5-7034-0227-6.
- Спешите делать добро. Доктор Фёдор Петрович Гааз. — Издательский Совет Русской Православной Церкви, 2019. — 128 с. — ISBN 978-5-88017-736-3
- Романовы. — Москва : Изд-во Московской Патриархии Русской православной церкви, 2019. — 77 с. — ISBN 978-5-88017-737-0
- Помилуй мя, Господи, яко немощен есмь… Святые Русской Церкви в борьбе с эпидемическими заболеваниями : Святые — покровители сил специального назначения / Редакторы: Мамлина Н., Темнова О. — Москва : Изд-во Московской Патриархии РПЦ, 2020. — 96 с. 2000 экз.
- Полководцы Победы. — Москва : Издательство Московской Патриархии Русской Православной Церкви, 2020. — 229 с.